# لاوری کوسکلا
لاوری کوسکلا (انگلیسی: Lauri Koskela؛ ۱۶ مه ۱۹۰۷ – ۳ اوت ۱۹۴۴) کشتی‌گیر اهل فنلاند بود.
وی در مسابقات کشوری و بین‌المللی در مجموع برندهٔ ۴ مدال طلا، ۲ مدال برنز شده‌است.
او در مسابقات المپیک ۱۹۳۲ و ۱۹۳۶ نیز حضور داشته‌است.